# Hemieni
Hemieni – wieś w Rumunii, w okręgu Bacău, w gminie Pârjol. W 2011 roku liczyła 142 mieszkańców.